# Karin Berkemann
Karin Gisela Berkemann (* 1972) ist eine deutsche Kunsthistorikerin, evangelische Theologin und Sachbuchautorin. Ihr Arbeitsschwerpunkt ist die kirchliche Baukunst nach 1945.

## Leben
Karin Gisela Berkemann arbeitet als Diplom-Theologin und Kunsthistorikerin M. A. seit 2002 in der Vermittlung von Kirche und Kunst. Für das Land Sachsen-Anhalt erstellte sie 2006 die erste Studie zum Spirituellen Tourismus und kuratierte für das Denkmalschutzamt Hamburg 2007 die Kirchbau-Ausstellung Baukunst von morgen! Von 2008 bis 2010 arbeitete Berkemann als wissenschaftliche Volontärin/Angestellte für das Landesamt für Denkmalpflege Hessen, absolvierte 2010 die Fortbildung „Architekt in der Denkmalpflege“ (Fulda) und wurde 2012 über Frankfurts Nachkriegskirchen promoviert.
Von 2010 bis 2018 inventarisierte sie moderne Baukunst für das Landesamt für Denkmalpflege Hessen. Von 2015 bis 2018 engagierte sie sich als Online-Redakteurin für das Projekt Straße der Moderne, für das sie auch – in Zusammenarbeit mit dem Dommuseum Mainz, mit Fotos von Marcel Schawe – die Kirchbau-Ausstellung Auf ewig kuratierte. An der Theologischen Fakultät der Universität Greifswald ist Berkemann seit 2013 tätig: als Kustodin am Gustaf-Dalman-Institut, seit 2014 mit Lehrauftrag, 2016/17 als Lehrstuhlvertretung für die Juniorprofessur Jüdische Literatur und Kultur. Seit 2014 gibt sie das Online-Magazin moderneREGIONAL mit heraus. Dafür erhielt sie 2018 – mit Daniel Bartetzko und C. Julius Reinsberg – den Deutschen Preis für Denkmalschutz (Kategorie Internetpreis). Im selben Jahr kuratierte sie mit Daniel Bartetzko die Wanderausstellung märklinMODERNE, die im Deutschen Architekturmuseum startete.

## Veröffentlichungen (Auswahl)
- Spirituelle Tankstellen. Reisen zu christlichen Zielen. Hrsg. mit Christian Antz. Herder Verlag, Freiburg (Br.) 2013, ISBN 978-3-451-31088-1 (2. aktualisierte Neuausgabe: 2015, ISBN 978-3-451-34749-8).
- Nachkriegskirchen in Frankfurt am Main (1945–76). (Denkmaltopographie Bundesrepublik Deutschland; Kulturdenkmäler in Hessen.) Theiss, Stuttgart 2013, ISBN 978-3-8062-2812-0, [zugleich Dissertation, Neuendettelsau, 2012].
- Märchen, Fliegen, Zeichenkreide. Die Liebhabereien des hessischen Predigers Philipp Hoffmeister (1804–74). Hrsg. vom Förderverein Kultur- und Sozialzentrum Klosterkirche Nordshausen e. V. Jonas Verlag, Marburg 2013, ISBN 978-3-89445-474-6
- „Baukunst von morgen!“ Hamburgs Kirchen der Nachkriegszeit. Ausstellungskatalog, Denkmalschutzamt Hamburg und Freie Akademie der Künste Hamburg. Hrsg.: Kulturbehörde / Denkmalschutzamt Hamburg. Dölling und Galitz Verlag, München/Hamburg 2007.
- Spiritueller Tourismus in Sachsen-Anhalt. Potenzialanalyse und Handlungsempfehlungen für eine besondere Reiseform (= Tourismus-Studien Sachsen-Anhalt. 19.) Hrsg.: Ministerium für Wirtschaft und Arbeit des Landes Sachsen-Anhalt, Referat Tourismus. Magdeburg / Lutherstadt Wittenberg 2006.
- Schätze! Kirchen des 20. Jahrhunderts. Hrsg. mit Walter Zahner. Ausstellungskatalog. Deutsche Gesellschaft für christliche Kunst, München, in Verbindung mit dem EKD-Institut für Kirchenbau und kirchliche Kunst der Gegenwart an der Philipps-Universität Marburg und dem Deutschen Liturgischen Institut. München/Marburg/Trier 2007.
- „Siehst Du mich?“ Die Marburger Elisabethkirche (nicht nur) für Kinder. 1. Auflage. Kunstverlag Josef Fink, Lindenberg im Allgäu 2008, ISBN 978-3-89870-434-2; Weitere Informationen. Website des Verlags.

## Kuratierte Ausstellungen (Auswahl)
K = Ausstellungskatalog
- märklinMODERNE. Vom Bau zum Bausatz und zurück, Wanderausstellung, Deutsches Architekturmuseum Frankfurt am Main/Architekturgalerie am Weißenhof, seit 2018 (K)[5]
- Auf der Suche nach dem Heiligen Land. Deutsche Theologen erkunden Palästina, Wanderausstellung, Gustaf-Dalman-Institut Greifswald, 2015 bis 2016[6][7]
- Baukunst von morgen. Hamburgs Kirchen der Nachkriegszeit. Freie Akademie der Künste in Hamburg in Kooperation mit dem Denkmalschutzamt Hamburg, 2007 (K)[8]
- Schätze! Kirchen des 20. Jahrhunderts. Wanderausstellung, Deutsche Gesellschaft für christliche Kunst e. V., 2007 bis 2010 (K)[9][10]